# Parapercis tetracantha
Parapercis tetracantha is een straalvinnige vissensoort uit de familie van de krokodilvissen (Pinguipedidae). De wetenschappelijke naam van de soort is voor het eerst geldig gepubliceerd in 1801 door Lacepède.